# Im Innern des Wals
Im Innern des Wals (Alternativtitel: Reise in den Tod) ist ein deutsches Roadmovie von Doris Dörrie aus dem Jahr 1985. Der Kinostart erfolgte am 19. April jenes Jahres; die Fernseh-Erstausstrahlung am 8. Juli 1987 in der ARD.

## Handlung
Die 15-jährige Carla Frank aus Schleswig-Holstein lebt zusammen mit ihrem Vater in einer kleinen Wohnung. Nach einem heftigen Streit zwischen den beiden macht sie sich auf die Suche nach ihrer „verschollenen“ Mutter. Gemeinsam mit dem jungen Musiker Rick, den sie zufällig kennenlernt, begibt sie sich auf den Weg nach Lübeck. Allerdings wohnt Carlas Mutter nicht mehr in ihrer alten Wohnung, aber Carla kann in Erfahrung bringen, wo ihre Mutter von hieraus hingezogen war. Also macht sie sich mit Rick auf nach Glückstadt, doch auch hier ist die Gesuchte schon lange nicht mehr. Frustriert geht Carla in der Nordsee baden und unterschätzt den Wellengang. Rick kann sie gerade noch rechtzeitig aus dem Wasser retten. Danach verbessert sich ihr Verhältnis ein wenig, denn bisher war Carla ziemlich kratzbürstig zu Rick, obwohl er sie den ganzen Tag bereitwillig überall hingefahren hat.
Während Carla weiterhin fieberhaft nach ihrer Mutter sucht, hat ihr Vater sie schon angerufen und sie darüber informiert, dass Carla weggelaufen wäre. Er ist Polizist und so war es für ihn nicht schwierig den Aufenthaltsort von seiner Exfrau herauszufinden. Marta Frank wundert sich ein wenig, dass Carla noch immer nicht bei ihr eingetroffen ist. Carla ist jedoch inzwischen von der Polizei aufgegriffen worden, weil ihr Vater sie als vermisst gemeldet hat. Auf dem Polizeirevier erfährt Carla, dass ihre Mutter hier ganz in er Nähe wohnt. Voll Erwartung eilt Carla zu der Adresse, muss aber erfahren, dass ihre Mutter verreist ist. Sie kann nicht ahnen, dass sie zu ihrem Vater gefahren ist. Hier eskaliert schon bald ein Streit und in der Folge erschießt Erwin Frank Carlas Mutter und bringt die Leiche heimlich aus dem Haus. Als Carla wieder nach Hause zurückkehrt entdeckt sie das Blut und stellt ihren Vater zur Rede. Trotz aller Widrigkeiten hält sie aber zu ihm und verrät ihn nicht.

## Hintergrund
Im Innern des Wals wurde von der DNS-Filmproduktion und der Haro Senft Filmproduktion für den Norddeutschen Rundfunk produziert.

## Kritik
Laut Lexikon des internationalen Films handelt es sich um einen „schnell, spannend und humorvoll erzählte[n] Film, der die Muster des Roadmovies unaufdringlich mit dem Prozeß einer Emanzipation verbindet.“
Die online-Plattform deutsches-filmhaus.de urteilte: „Dramatisch-gekonnt hat […] Dörrie ihren Film in Szene gesetzt. Die Handlung ist dicht, die Schauspieler brillant (geführt) - das Ende ist umstritten. Doris Dörrie bring gern Unerwartetes auf die Leinwand. Schon bei Mitten ins Herz zeigt sie paradoxe Gefühle. Durch Überspitzung, Erhöhung, Abhebung macht sie Handlungs- und Verhaltensweisen deutlich. Denn für sie ist Kino mehr als das Abfilmen von Realität.“
Die Süddeutsche Zeitung schrieb: „Man bekommt sehr schnell mit, daß die Dinge nicht so einfach liegen, wie sie sich auf den ersten Blick darstellen. Eine Auflösung der Geschehnisse in kausale Zusammenhänge funktioniert nicht richtig, weil man damit den Personen Motive unterstellt, gegen die sie eigentlich ankämpfen. Unterschlagen werden dabei Widersprüche, die die Personen auch für sich selbst nicht lösen können und die sie überhaupt erst vorantreiben.“ „Doris Dörrle vermeidet, bei ihrer äußeren Reise durch Norddeutschland auf eine innere zu verweisen“ und was sie „wagt, ist im deutschen Film selten. Sie erzählt eine geradlinige Geschichte, ohne deswegen amerikanische Vorbilder zu kopieren, sie nimmt sich Zeit, ihren Figuren zuzuschauen und will vor allem Antworten nicht erzwingen. Daß sich Leichtigkeit und Bemühtheit dabei manches Mal im Weg stehen, ist zu verschmerzen, denn hinter den Widersprüchen verbirgt sich der Charme des Films.“